# مل استرلند
مل استرلند (به انگلیسی: Mel Sterland) بازیکن فوتبال زادهٔ ۱ اکتبر ۱۹۶۱ اهل انگلستان بود که سابقهٔ بازی در تیم ملی فوتبال انگلستان را در کارنامهٔ خود دارد. وی در تاریخ ۱۶ نوامبر ۱۹۸۸ تنها بازی ملی خود را در مقابل تیم ملی فوتبال عربستان سعودی انجام داد.